# Resolutie 1846 Veiligheidsraad Verenigde Naties
Resolutie 1846 van de Veiligheidsraad van de Verenigde Naties werd op 2 december 2008 unaniem door de VN-Veiligheidsraad aangenomen en stond de landen die voor de Somalische kust tegen piraterij streden toe om daarvoor de territoriale wateren van Somalië te betreden.

## Achtergrond
In 1960 werden de voormalige kolonies Brits Somaliland en Italiaans Somaliland onafhankelijk en samengevoegd tot Somalië. In 1969 greep het leger de macht en werd Somalië een socialistisch-islamitisch land. In de jaren 1980 leidde het verzet tegen het totalitair geworden regime tot een burgeroorlog en in 1991 viel het centrale regime. Vanaf dan beheersten verschillende groeperingen elke een deel van het land en enkele delen scheurden zich ook af van Somalië. In 2006 werd het grootste deel van Somalië veroverd door de Unie van Islamitische Rechtbanken. Op het einde van dat jaar werden zij echter door troepen uit buurland Ethiopië verjaagd. In 2008 werd piraterij voor de kust een groot probleem.

## Inhoud

### Waarnemingen
Men bleef bezorgd om de bedreiging die piraterij voor de Somalische kust vormde voor de levering van humanitaire hulp, de internationale scheepvaart en ook de visserij. De Tijdelijke Federale Regering van Somalië was niet in staat daar iets aan te doen en vroeg internationale hulp.

### Handelingen
De piraterij en gewapende overvallen werden opnieuw veroordeeld. De Internationale Maritieme Organisatie gaf de scheepvaartindustrie aanbevelingen om piraterij te voorkomen en onderdrukken. De landen werden opgeroepen hun schepen eveneens advies ter zake mee te geven. Een aantal landen, de NAVO en de EU lanceerden initiatieven om de scheepvaart te beschermen en schepen van het Wereldvoedselprogramma te escorteren. Zij werden opnieuw toegelaten om voor een periode van 12 maanden de Somalische territoriale wateren te betreden en er tegen de piraterij te strijden.

## Verwante resoluties
- Resolutie 1838 Veiligheidsraad Verenigde Naties
- Resolutie 1844 Veiligheidsraad Verenigde Naties
- Resolutie 1851 Veiligheidsraad Verenigde Naties
- Resolutie 1853 Veiligheidsraad Verenigde Naties

Lijst ·  1795 ·  1796 ·  1797 ·  1798 ·  1799 ·  1800 ·  1801 ·  1802 ·  1803 ·  1804 ·  1805 ·  1806 ·  1807 ·  1808 ·  1809 ·  1810 ·  1811 ·  1812 ·  1813 ·  1814 ·  1815 ·  1816 ·  1817 ·  1818 ·  1819 ·  1820 ·  1821 ·  1822 ·  1823 ·  1824 ·  1825 ·  1826 ·  1827 ·  1828 ·  1829 ·  1830 ·  1831 ·  1832 ·  1833 ·  1834 ·  1835 ·  1836 ·  1837 ·  1838 ·  1839 ·  1840 ·  1841 ·  1842 ·  1843 ·  1844 ·  1845 ·  1846 ·  1847 ·  1848 ·  1849 ·  1850 ·  1851 ·  1852 ·  1853 ·  1854 ·  1855 ·  1856 ·  1857 ·  1858 ·  1859